# Het Nederlandse Rode Kruis
De vereniging Het Nederlandse Rode Kruis is de Nederlandse nationale afdeling van het Internationale Rode Kruis.

## Geschiedenis
In 1862 verscheen het boek "Een herinnering aan Solferino", waarin de Zwitserse zakenman Jean Henri Dunant verhaalde wat hij had aangetroffen na de Slag bij Solferino: een slagveld met 40.000 gewonde soldaten, onverzorgd achtergelaten door de legers die daar hadden gevochten. De Nederlandse legerarts Johan Basting vertaalde het boek begin 1863 en werd ontvangen door koningin-moeder Anna Paulowna en prins Frederik. In oktober van dat jaar werd Basting afgevaardigd naar de internationale conferentie in Genève, maar zonder mandaat. De Nederlandse regering was zeer terughoudend in zaken die de internationale politiek betroffen. Wel ondertekende zij in november 1864 de Eerste Conventie van Genève over de behandeling van gewonden en krijgsgevangenen en de status van neutrale hulpverleners. Basting bleef intussen ijveren voor een nationale organisatie, zoals inmiddels al in enkele landen was ontstaan.
Op 19 juli 1867 tekende koning Willem III op Paleis Het Loo het Koninklijk Besluit no. 60, waarvan het eerste artikel luidt: “Er zal zijn eene Nederlandsche Vereeniging tot het verleenen van hulp aan zieke en gewonde krijgslieden in tijd van oorlog, hetzij Nederland er al dan niet in betrokken is.”
Het eerste Hoofdcomité en de eerste ereleden werden benoemd bij K.B. van 31 juli 1867 no 71. Deze ereleden waren: Henri Dunant, luitenant-kolonel W.J. Knoop, dr. J.H.Ch. Basting en de oud-marine-officier C.W.M. van de Velde. De eerste voorzitter was prof. dr. J. Bosscha (1867-1872).
Het Hoofdcomité stelde vervolgens op 3 oktober de statuten vast en nam ook nog in hetzelfde jaar het reglement van orde aan, waarbij het zichzelf verdeelde in de volgende vijf secties:
- geldelijke aangelegenheden,
- geneeskundige en hygiënische aangelegenheden,
- vervoer en verblijfmiddelen,
- binnen- en buitenlandse aangelegenheden,
- persoonlijke aangelegenheden van zieke, gekwetste, gestorven en gevangen krijgslieden,

benevens de commissie van dagelijks bestuur bestaande uit de voorzitter, ondervoorzitter, penningmeester, secretaris en de vijf sectievoorzitters.

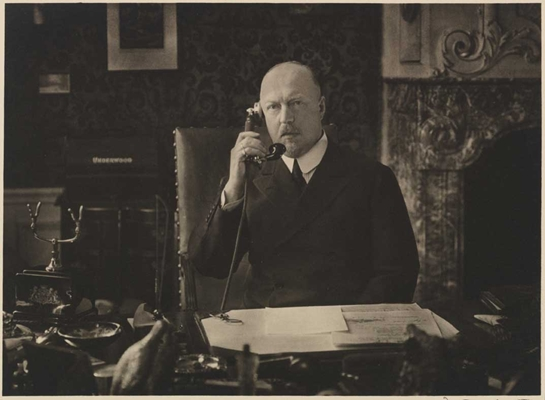
Prins Hendrik als voorzitter van het Nederlandse Rode Kruis (ca. 1930)

De doelstelling van de vereniging luidde:
In tijd van oorlog, het lot van den gekwetsten en zieken krijgsman door persoonlijke diensten en stoffelijke hulpmiddelen te helpen verzachten, ook dan, wanneer hare hulp wordt gevraagd door oorlogvoerende natiën, terwijl Nederland in den oorlog niet betrokken is; In tijd van vrede, zich uitsluitend tot die taak voor te bereiden, om daarvoor steeds gereed te zijn.
De vereniging kreeg in 1896 de naam “Vereniging Het Nederlandsche Rode Kruis”.
Een van de constante factoren in de geschiedenis van het Nederlandse Rode Kruis is de voortdurende belangstelling van het Koninklijk Huis voor het Nederlandse Rode Kruis. Zo werd prins Hendrik voorzitter in 1909 en nam prinses Juliana na zijn dood in 1934 het stokje van hem over tot aan haar troonsbestijging in 1948. Ze bleef daarna wel beschermvrouwe. Sinds 2010 is prinses Margriet erevoorzitter van de vereniging.
Enkele jaren na de oprichting brak in 1870 de Frans-Pruisische Oorlog uit. Het Nederlandse Rode Kruis richtte een noodhospitaal in voor de gewonden aan beide zijden en hielp bij de opvang van vluchtelingen uit het oorlogsgebied. Toen in de volgende decennia de angst voor oorlog afnam, raakte het Rode Kruis een beetje op de achtergrond. Het hoofdbestuur ging zich daarom voorbereiden op hulpverlening bij oorlogen in het buitenland. In 1901 vertrok daadwerkelijk een Nederlands medisch team, toentertijd veldambulance genoemd, naar Zuid-Afrika, waar toen de Boerenoorlog woedde. Een arts, enkele pleegzusters en een voorraad verband en medicijnen reisden in een door paarden getrokken ziekenwagen langs het front, zorgvuldig trachtend slachtoffers van Boeren zowel als Engelsen te verzorgen. Ze werden door de Britten opgepakt wegens "hulp aan mannen die in het veld vochten".
De Britten noemden dat "a flagrant violation of neutrality". Ze werden overgebracht naar Ceylon en daar geïnterneerd. Ook tijdens de Balkanoorlogen, bij een pestepidemie op Java (1914), in de Italiaans-Abbessijnse Oorlog en bij de Fins-Russische Oorlog ging een Nederlandse veldambulance helpen.

## Vereniging

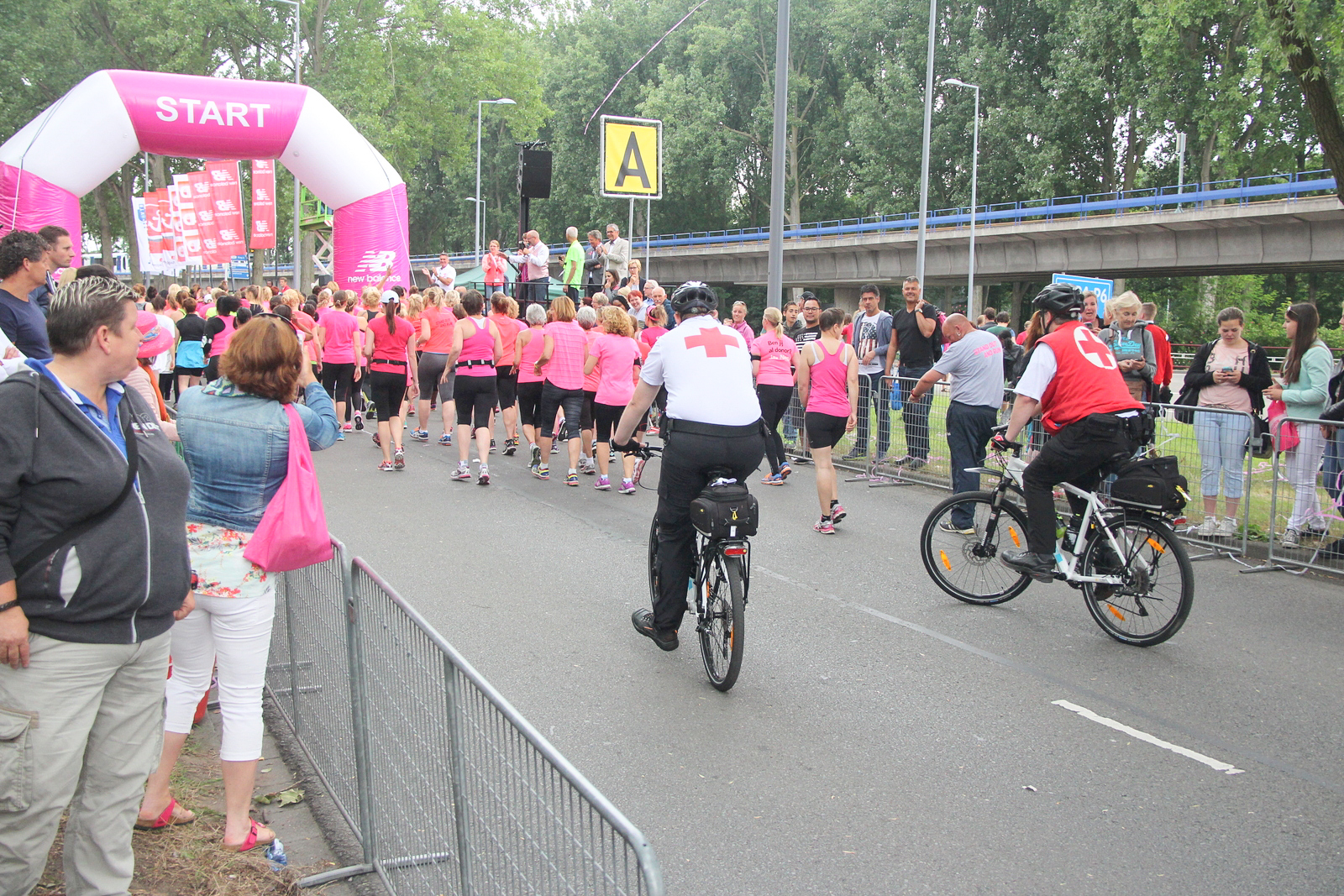
Inzet bij de Ladiesrun Rotterdam op 14 juni 2015.

Het Nederlandse Rode Kruis is een vereniging die anno 2021 bestaat uit ongeveer 15.000 actieve vrijwilligers, meer dan 620.000 donateurs en 97.000 burgerhulpverleners uit het Ready2Help netwerk. Het verenigingskantoor staat in Den Haag. De vrijwilligers worden in hun activiteiten ondersteund door ruim 500 beroepskrachten. In totaal telt het Nederlandse Rode Kruis in Nederland 202 afdelingen, 24 districten en 6 Caribische afdelingen.
Binnen de organisatie bestaan verschillende afdelingen zoals: bevolkingszorg, evenementenhulp, noodhulp en tracing. Elke afdeling heeft haar eigen specialismen zoals eerste hulp, opvang slachtoffers, educatie en bevorderen van zelfredzaamheid.
De vereniging werkt vanuit zeven grondbeginselen: menslievendheid, onpartijdigheid, neutraliteit, onafhankelijkheid, vrijwilligheid, eenheid en algemeenheid. Het Rode Kruis is strikt neutraal en opereert onafhankelijk van de overheid, kiest geen partij in conflicten en komt altijd op voor de belangen van slachtoffers.

## Helpende rol

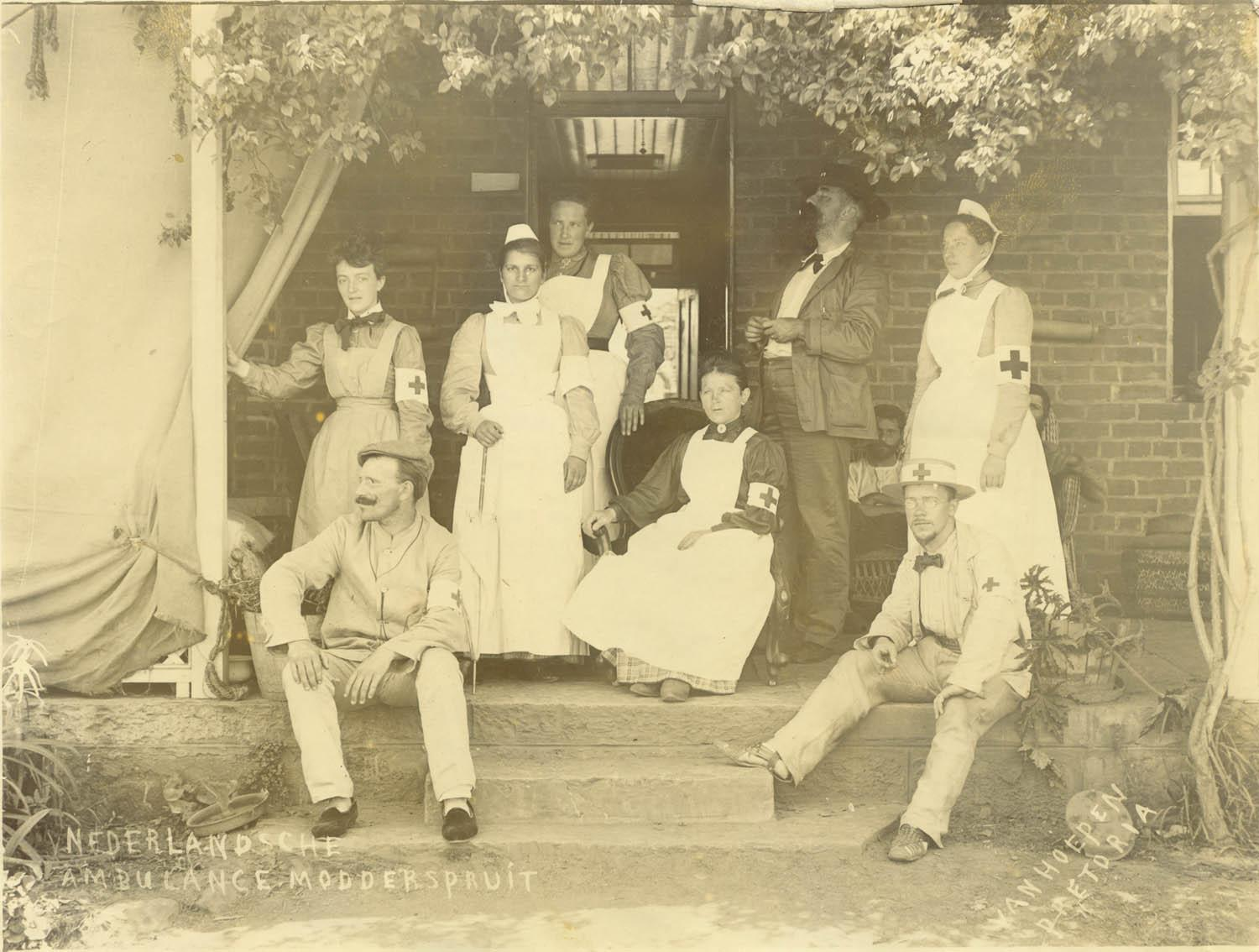
Nederlandse Rode Kruis-ambulance in Modderspruit, 1900

Het verlenen van noodhulp tijdens crisissituaties vloeit voort uit de zogeheten auxiliaire (hulpverlenende) rol van het Rode Kruis. Deze rol is vastgelegd in de Verdragen van Genève; voor het Koninkrijk der Nederlanden is deze hulpverleningsrol bovendien vastgelegd in een Koninklijk Besluit.
In Nederland worden vijf mobilisatiediensten geleverd: Noodhulp, Burgerhulp (Ready2Help), Evenementenhulp, Eerste Hulp en Hulp bij zelfredzaamheid/preventie.
Begin 2016 heeft een reorganisatie plaatsgevonden bij het Nederlandse Rode Kruis met betrekking tot het hulp verlenen bij rampen en calamiteiten. De zogeheten SIGMA-teams gingen vanaf 4 januari over in de noodhulpteams. De focus van deze nieuwe teams ligt op de zorg van de lichtgewonden om zo de professionele hulpdiensten te kunnen ontlasten, zodat zij zich op de zwaargewonden kunnen richten.
Het Rode Kruis is de drijvende kracht achter de ontwikkeling van het internationaal humanitair oorlogsrecht. Het Nederlandse Rode Kruis heeft een aparte afdeling die als hoofdtaak heeft het verspreiden van humanitair oorlogsrecht in Nederland. Dit gebeurt onder andere door het geven van voorlichting hierover aan militairen en publiek in het hele land. Verder houdt de afdeling zich bezig met alle andere aspecten van het humanitair oorlogsrecht en de bescherming van het Rode Kruis-embleem.
Het Nederlandse Rode Kruis is actief betrokken bij internationale noodhulpverlening na rampen en conflicten. Tussen 1870 en 1940 werden zogenaamde Nederlandse Rode Kruis-ambulances ingezet in het buitenland bij oorlogen en epidemieën.
Daarnaast heeft het Rode Kruis diverse taken op het terrein van opsporing van en contactherstel met familieleden die ook internationaal zijn vastgelegd.

## Het Rode Kruissymbool

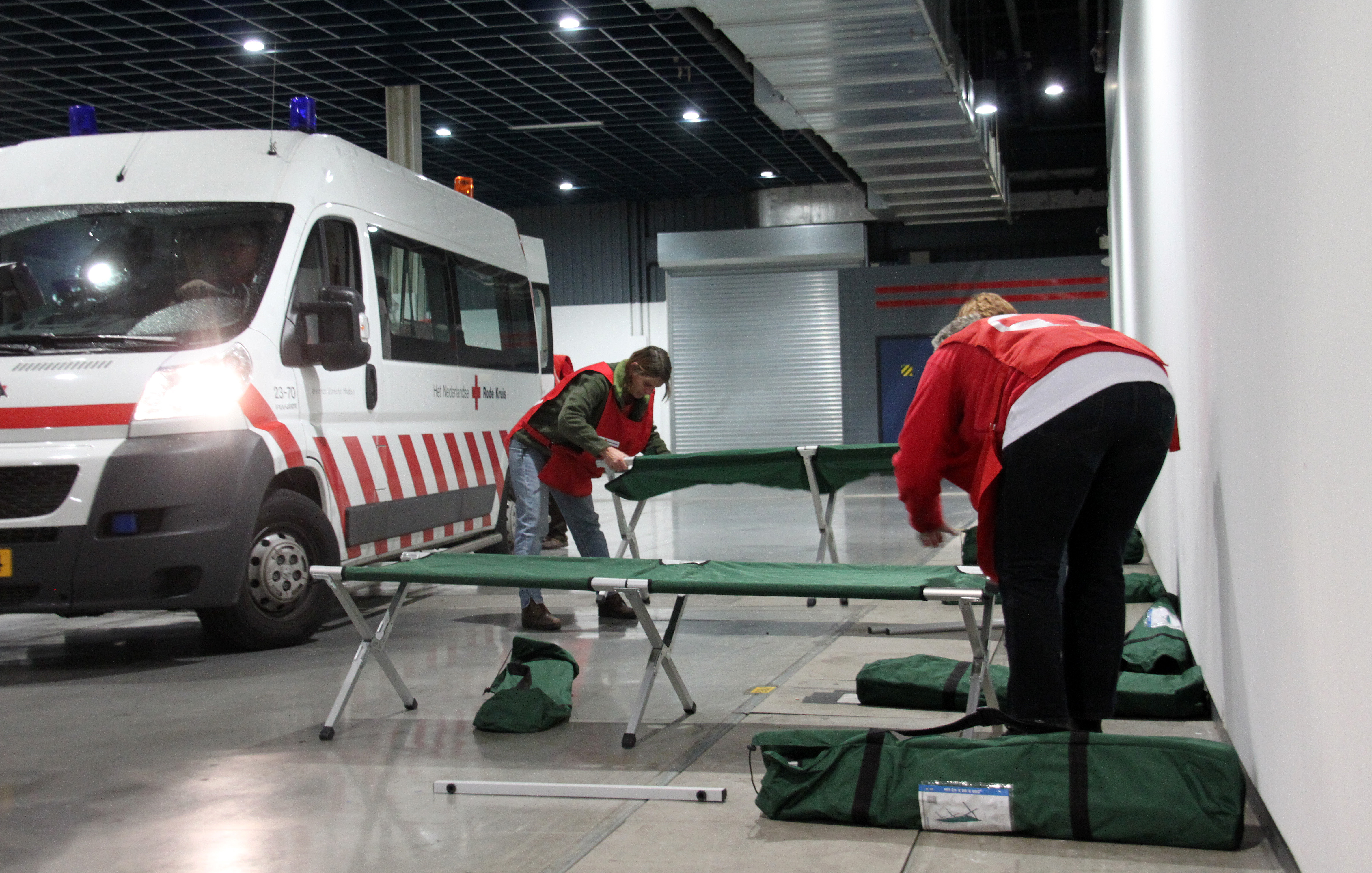
Vrijwilligers van het Rode Kruis plaatsen veldbedden in de Jaarbeurs Utrecht tijdens een grote treinstoring

Volgens de Verdragen van Genève mag het Rode Kruissymbool alleen voor de volgende zaken en personen worden gebruikt:
- faciliteiten voor de verzorging van gewonde en zieke militairen,
- militair medisch personeel en uitrusting,
- militaire geestelijke verzorgers
- het Internationale Comité van het Rode Kruis, de Internationale Federatie van Rode Kruis- en Rode Halve Maanverenigingen en de verschillende nationale Rode Kruis- en Rode Halve Maanverenigingen.

Het gebruik van het Rode Kruisembleem is in Nederland beschermd door het Wetboek van Strafrecht (artikel 435c):
Hij die, zonder daartoe gerechtigd te zijn, gebruik maakt van het rode-kruisteken of van de woorden "Rode Kruis" of "Kruis van Genève", of van daarmede door de wetten en gebruiken van de oorlog gelijkgestelde tekens of woorden, dan wel van tekens of woorden die daarvan een nabootsing zijn, wordt gestraft met hechtenis van ten hoogste een maand of geldboete van de tweede categorie.
In Nederland is het kruis op een aantal onderscheidingen van het Nederlandse Rode Kruis afgebeeld, bijvoorbeeld de Medaille van het Rode Kruis, ook wel de "regeringsmedaille" genoemd.

## Het Nederlandse Rode Kruis in de Tweede Wereldoorlog
Eind 1945 besloot het bestuur van het Nederlandse Rode Kruis dat er een onderzoek zou komen naar de hulpverlening door het Rode Kruis gedurende de oorlog. Er was vanuit de illegaliteit grote kritiek gekomen op het ontbreken van hulp door het Rode Kruis aan de Nederlanders in de concentratiekampen. Het grootste verwijt was dat gevangenen van andere landen rijkelijk werden voorzien van voedselpakketten, terwijl vanuit Nederland dit slechts mondjesmaat gebeurde.
Het Nederlandse Rode Kruis stelde zich op het standpunt dat alleen hulp aan krijgsgevangenen en gijzelaars onder de toen heersende Conventie van Genève was toegestaan. Men hanteerde een aantal definities betreffende de gevangen Nederlanders in Duitse gevangenissen en concentratiekampen: krijgsgevangenen, civiele en politieke gevangenen, en gijzelaars. Joden vielen onder geen van deze definities.
Het onderzoek dat toen plaatsvond, staat bekend als de "Pakkettencommissie" of de "Commissie Vorrink". Het rapport werd gepubliceerd op 1 december 1947 en de conclusie was dat het in de oorlog bij het bestuur van het Nederlandse Rode Kruis had ontbroken aan fantasie, initiatief en moed, en als zeer formalistisch moet worden omschreven.
Ook de Parlementaire Enquêtecommissie 1940-1945 betrok in haar onderzoek de werkzaamheden van het Nederlandse Rode Kruis. Zij kwam echter ten aanzien van het Rode Kruis niet tot één samengevatte conclusie, maar beperkte zich tot conclusies over incidentele gevallen.
Nadat in 2005 het Nederlandse Rode Kruis had erkend dat het in de Tweede Wereldoorlog 'weinig tot niets' had gedaan om de Joodse gedeporteerden te helpen, gaf directeur Cees Breederveld in 2012 het NIOD de opdracht om onderzoek naar de rol van het Rode Kruis in de Tweede Wereldoorlog uit te voeren. De resultaten van het onderzoek werden gepubliceerd in 2017. Het onderzoek van Regina Grüter van het NIOD bevestigt het beeld dat het bestuur van het Rode Kruis vrijwel niets heeft gedaan om Joden en gevangenen te helpen. Na de publicatie van haar bevindingen bood de organisatie "diepe verontschuldigingen" aan.